# 小行星7011
小行星7011（英語：7011 Worley）是一颗围绕太阳公转的小行星。1987年9月21日，愛德華·鮑威爾在可可尼诺县发现了此天体。
这颗小行星的绝对星等为32.22895282322199等。